# Edith Carr (artista)
Edith Carr (24 de fevereiro de 1875 - 29 de janeiro de 1949) foi uma notável artista britânica que trabalhou como pintora de retratos e miniaturas.

## Biografia
Carr nasceu em Croydon, no sul de Londres, onde o seu pai era comerciante. Depois de uma educação particular, Carr estudou na Croydon School of Art e depois em Paris na Académie Delécluse, onde um dos seus professores foi Georges Callot. Carr pintou miniaturas e retratos e exibiu cerca de vinte peças na Royal Academy de Londres.
Foi membro da Royal Miniature Society e expôs o seu trabalho na Society of Women Artists e no Paris Salon entre 1907 e 1943.